# Nyoiseau
Nyoiseau là một xã thuộc tỉnh Maine-et-Loire trong vùng Pays de la Loire phía tây nước Pháp. Xã này nằm ở khu vực có độ cao trung bình 53 mét trên mực nước biển.
Sông Oudon chảy qua xã và tạo thành một phần ranh giới phía bắc.